# Мемориал Пенсильвании
Мемориал Пенсильвании (англ. Pennsylvania Memorial) — военный мемориал в Варен-ан-Аргон, Лотарингия, Франция, посвящённый добровольцам из штата Пенсильвании США, участвовавшим в Первой мировой войне, среди которых были освободители Варенна 1918 г. Построен в греческом стиле, со смотровой площадки открывается вид на долину Эр.
Авторы мемориала: Поль Филипп Кре и Томас Х. Атертон. Сооружён на средства штата Пенсильвания. Открыт в 1927 году.

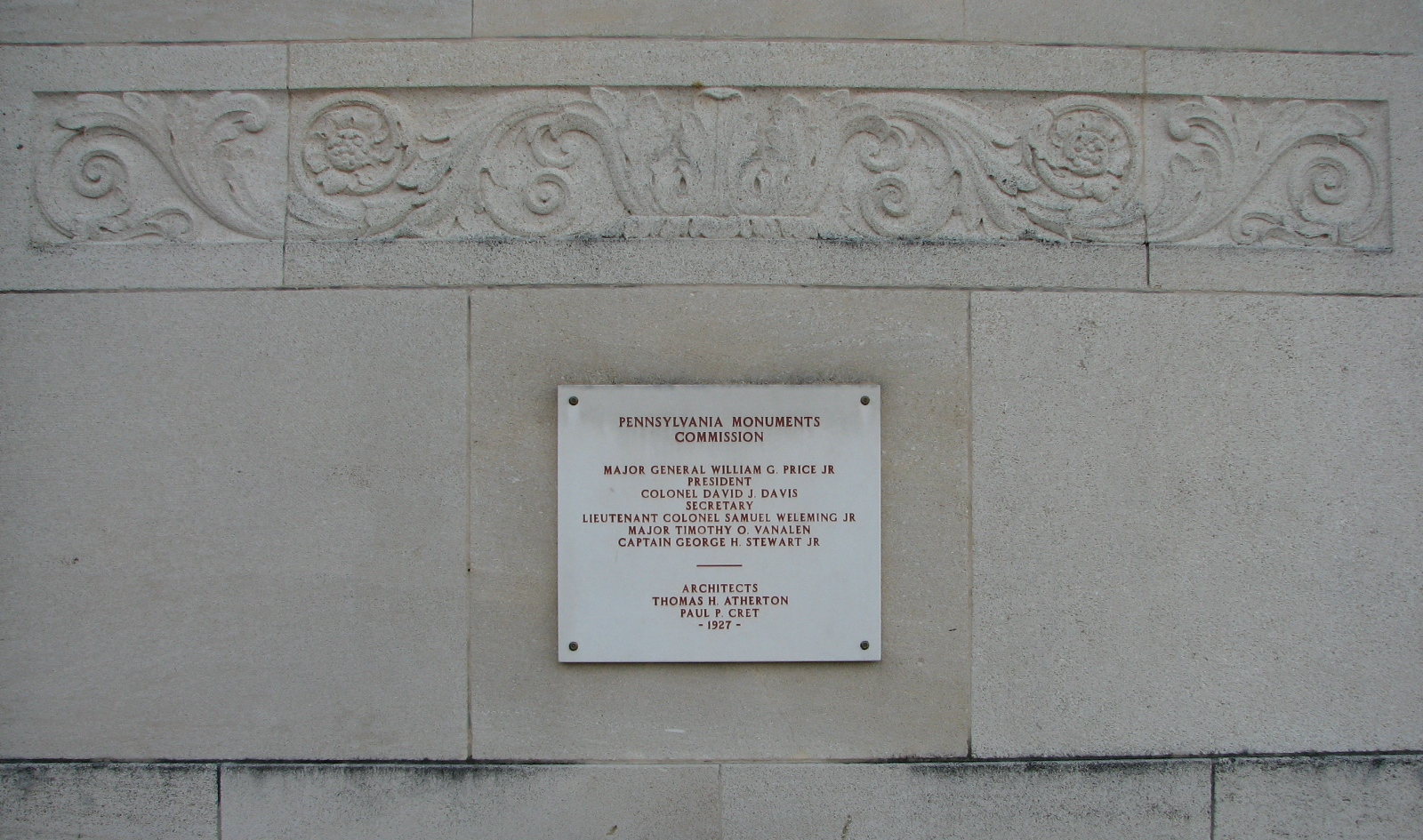
Мемориальная таблица

Расположен за парком на территории бывшего замка и церкви Сен-Женгуль-де-Варенн, разрушенных в 1640—1642 годах. Мемориал выполнен в стиле неоклассицизма, из камня и белого мрамора. Два перистиля на квадратных колоннах окружают эспланаду, в центре которой находится пьедестал с бронзовой чашей на треножнике, украшенном изображениями греческих воинов. На раковине цитата президента США Вудро Вильсона: «Право дороже мира». На основании чаши вырезаны головы львов. На колоннах размещены огромные вертикальные рельефы мечей. Памятник содержит множество скульптур, напоминающих стиль греческих памятников древности.